# Krassimir Gutew
Krassimir Gutew (bulgarisch Красимир Гутев, englisch Krasimir Gutev; * 14. Juli 1954) ist ein ehemaliger bulgarischer Sprinter, der sich auf die 400-Meter-Distanz spezialisiert hat. Seinen größten sportlichen Erfolg feierte er mit dem Gewinn der Bronzemedaille in der 4-mal-320-Meter-Staffel bei den Halleneuropameisterschaften 1975 in Katowice.

## Sportliche Laufbahn
Erste internationale Erfahrungen sammelte Krassimir Gutew vermutlich im Jahr 1973, als er bei den Halleneuropameisterschaften in Rotterdam mit 6,96 s in der ersten Runde im 60-Meter-Lauf ausschied. Im Sommer schied er bei den Junioreneuropameisterschaften in Duisburg mit 22,08 s im Vorlauf über 200 Meter aus. 1975 gewann er bei den Halleneuropameisterschaften in Katowice mit der polnischen 4-mal-320-Meter-Staffel in 2:32,1 min gemeinsam mit Narsis Popow, Jordan Jordanow und Janko Bratanow die Bronzemedaille hinter den Teams aus Polen und der Bundesrepublik Deutschland. Im August gewann er bei den Balkanspielen in Bukarest in 3:09,2 min die Silbermedaille in der 4-mal-400-Meter-Staffel hinter dem jugoslawischen Team. Daraufhin trat er nicht mehr international in Erscheinung.